# Bob-Weltcup 1987/88
Der Bob-Weltcup 1987/88 begann am 6. November 1987 mit einer Weltcuppremiere im erzgebirgischen Altenberg und endete nach insgesamt 6 Weltcuprennen Ende Januar 1988 im damals noch jugoslawischen Sarajevo, wo der Weltcupwettbewerb gleichzeitig als Europameisterschaft ausgetragen wurde. In Altenberg fand nach der Inbetriebnahme im März 1986 und einem ersten internationalen Wettbewerb im Rennschlittensport Ende des Jahres 1986 mit dem sogenannten Aero-Cup erstmals eine internationale Bobsport-Veranstaltung statt, die zudem in den Rang eines Wettkampfes des noch jungen Bob-Weltcups der FIBT erhoben wurde. Die Sportführung der DDR konnte nunmehr auch im Bobsport mit dem Prestigeobjekt der Sportvereinigung Dynamo eine international konkurrenzfähige Kunsteisbahn anbieten, da die Bahn in Oberhof nur für internationale Rennschlittenwettbewerbe zugelassen war. Zum Auftaktwettbewerb im Zweierbob kamen dementsprechend auch 8.000 Zuschauer, da internationale Wintersportereignisse in der DDR in den 1980er Jahren recht rar gesät waren.
Überstrahlt wurde die Bobsaison natürlich von den Olympischen Wettkämpfen im kanadischen Calgary, wo auf die Athleten auch eine neue Strecke wartete. Dementsprechend war die knapp drei Wochen vorher stattfindende Bob-Europameisterschaft in Sarajevo der zweite Saisonhöhepunkt und eine letzte Standortbestimmung vor Olympia.
Da der noch junge Weltcup außer Prestige kaum weiteren Ruhm einbrachte, war die Saisonvorbereitung der Topathleten klar auf Olympia ausgerichtet. So kurierte Doppelolympiasieger Wolfgang Hoppe nach drei Weltcupsiegen in Folge zu Saisonbeginn seine danach erlittene Verletzung in Ruhe aus und spielte in der weiteren Weltcupwertung keine Rolle. Davon profitierte zum Beispiele der ehemalige Rennrodler Volker Dietrich, der in Abwesenheit von Hoppe Europameister im Zweier und Vizeeuropameister im Vierer wurde. Das es für eine Olympianominierung von Dietrich dennoch nicht reichte, zeugt von der hohen Leistungsdichte in der damaligen DDR-Bobnationalmannschaft. Drei von Sechs möglichen Olympiamedaillen gaben letztlich allerdings den DDR-Auswahltrainern recht. Da auch die Schweizer Bobsportler sich mehr auf Olympia konzentrierten, traten in deren Schatten Athleten in den Vordergrund, die bis dahin noch nicht die ganz großen Erfolge aufweisen konnten. Während Janis Kipurs aus der aufstrebenden sowjetischen Bobmannschaft schon EM- und WM-Medaillen vorweisen konnte, war der Weltcupsieg im großen Schlitten für die Österreicher Appelt und Kienast der erste größere internationale Erfolg. Das der Weltcupsieg von Kipurs kein Zufall war, zeigte sein Olympiasieg von Calgary im Zweierbob und die Bronzemedaille im großen Schlitten.

## Einzelergebnisse der Weltcupsaison 1987/88

### Weltcupkalender
| #  | Datum                            | Land        | Ort        | Wettkampfstätte                         | Anmerkungen |
| -- | -------------------------------- | ----------- | ---------- | --------------------------------------- | ----------- |
| 1  | 6. November – 11. November 1987  | DDR         | Altenberg  | Rennschlitten- und Bobbahn Altenberg    |             |
| 2  | 14. November – 18. November 1987 | Deutschland | Winterberg | Veltins-Eisarena                        |             |
| 3  | 10. Dezember – 16. Dezember 1987 | Österreich  | Igls       | Olympia Eiskanal Igls                   |             |
| 4  | 27. Dezember – 30. Dezember 1987 | Deutschland | Königssee  | Kunsteisbahn Königssee                  |             |
| 5  | 14. Januar – 21. Januar 1988     | Italien     | Cervinia   | Bobbahn Breuil-Cervinia                 |             |
| EM | 23. Januar – 31. Januar 1988     | Jugoslawien | Sarajevo   | Olympia Bob- und Rodelbahn Trebević     |             |
| OG | 20. Februar – 28. Februar 1988   | Kanada      | Calgary    | Calgary’s WinSport Bobsleigh/Luge Track |             |

### Weltcupergebnisse
| 1. Weltcup in Altenberg, 6. November 1987 – 11. November 1987 | 1. Weltcup in Altenberg, 6. November 1987 – 11. November 1987   | 1. Weltcup in Altenberg, 6. November 1987 – 11. November 1987 | 1. Weltcup in Altenberg, 6. November 1987 – 11. November 1987  | 1. Weltcup in Altenberg, 6. November 1987 – 11. November 1987 |
| ------------------------------------------------------------- | --------------------------------------------------------------- | ------------------------------------------------------------- | -------------------------------------------------------------- | ------------------------------------------------------------- |
| Disziplin                                                     | Erster Platz                                                    | Zweiter Platz                                                 | Dritter Platz                                                  |                                                               |
| Zweierbob                                                     | Wolfgang Hoppe Dietmar Schauerhammer                            | Janis Kipurs Wladimir Koslow                                  | Bernhard Lehmann Frank Bartholomäus                            |                                                               |
| Viererbob                                                     | DDRWolfgang Hoppe Dietmar Schauerhammer Bogdan Musiol Ingo Voge | ÖsterreichIngo Appelt Josef Muigg Gerhard Redl Harald Winkler | DDRBernhard Lehmann Mario Hoyer Ludwig Jahn Frank Bartholomäus |                                                               |

| 2. Weltcup in Winterberg, 14. November 1987 – 18. November 1987 | 2. Weltcup in Winterberg, 14. November 1987 – 18. November 1987 | 2. Weltcup in Winterberg, 14. November 1987 – 18. November 1987 | 2. Weltcup in Winterberg, 14. November 1987 – 18. November 1987 | 2. Weltcup in Winterberg, 14. November 1987 – 18. November 1987 |
| --------------------------------------------------------------- | --------------------------------------------------------------- | --------------------------------------------------------------- | --------------------------------------------------------------- | --------------------------------------------------------------- |
| Disziplin                                                       | Erster Platz                                                    | Zweiter Platz                                                   | Dritter Platz                                                   |                                                                 |
| Zweierbob                                                       | Wolfgang Hoppe Dietmar Schauerhammer                            | Janis Kipurs Wladimir Koslow                                    | Hans Hiltebrand André Kiser                                     |                                                                 |
| Viererbob                                                       | ÖsterreichIngo Appelt Josef Muigg Gerhard Redl Harald Winkler   | BRDAnton Fischer Franz Nießner Uwe Eisenreich Christoph Langen  | ÖsterreichPeter Kienast Franz Siegl Kurt Teigl Christian Mark   |                                                                 |

| 3. Weltcup in Igls, 10. Dezember 1987 – 16. Dezember 1987 | 3. Weltcup in Igls, 10. Dezember 1987 – 16. Dezember 1987     | 3. Weltcup in Igls, 10. Dezember 1987 – 16. Dezember 1987      | 3. Weltcup in Igls, 10. Dezember 1987 – 16. Dezember 1987     | 3. Weltcup in Igls, 10. Dezember 1987 – 16. Dezember 1987 |
| --------------------------------------------------------- | ------------------------------------------------------------- | -------------------------------------------------------------- | ------------------------------------------------------------- | --------------------------------------------------------- |
| Disziplin                                                 | Erster Platz                                                  | Zweiter Platz                                                  | Dritter Platz                                                 |                                                           |
| Zweierbob                                                 | Janis Kipurs Wladimir Koslow                                  | Ralph Pichler Edgar Dietsche                                   | Zintis Ekmanis Juris Tone                                     |                                                           |
| Viererbob                                                 | ÖsterreichPeter Kienast Franz Siegl Christian Mark Kurt Teigl | SchweizHans Hiltebrand Urs Fehlmann Erwin Fassbind André Kiser | ÖsterreichIngo Appelt Josef Muigg Gerhard Redl Harald Winkler |                                                           |

| 4. Weltcup in Königssee, 27. Dezember 1987 – 30. Dezember 1987 | 4. Weltcup in Königssee, 27. Dezember 1987 – 30. Dezember 1987 | 4. Weltcup in Königssee, 27. Dezember 1987 – 30. Dezember 1987   | 4. Weltcup in Königssee, 27. Dezember 1987 – 30. Dezember 1987 | 4. Weltcup in Königssee, 27. Dezember 1987 – 30. Dezember 1987 |
| -------------------------------------------------------------- | -------------------------------------------------------------- | ---------------------------------------------------------------- | -------------------------------------------------------------- | -------------------------------------------------------------- |
| Disziplin                                                      | Erster Platz                                                   | Zweiter Platz                                                    | Dritter Platz                                                  |                                                                |
| Zweierbob                                                      | Bernhard Lehmann Mario Hoyer                                   | Anton Fischer Christoph Langen                                   | Janis Kipurs Wladimir Koslow                                   |                                                                |
| Viererbob                                                      | ÖsterreichPeter Kienast Franz Siegl Christian Mark Kurt Teigl  | DDRDetlef Richter Bodo Ferl Ludwig Gautsch-Jahn Alexander Szelig | ÖsterreichIngo Appelt Josef Muigg Gerhard Redl Harald Winkler  |                                                                |

| 5. Weltcup in Cervinia, 14. Januar 1988 – 21. Januar 1988 | 5. Weltcup in Cervinia, 14. Januar 1988 – 21. Januar 1988 | 5. Weltcup in Cervinia, 14. Januar 1988 – 21. Januar 1988                | 5. Weltcup in Cervinia, 14. Januar 1988 – 21. Januar 1988             | 5. Weltcup in Cervinia, 14. Januar 1988 – 21. Januar 1988 |
| --------------------------------------------------------- | --------------------------------------------------------- | ------------------------------------------------------------------------ | --------------------------------------------------------------------- | --------------------------------------------------------- |
| Disziplin                                                 | Erster Platz                                              | Zweiter Platz                                                            | Dritter Platz                                                         |                                                           |
| Zweierbob                                                 | Volker Dietrich Heiko Querner                             | Christian Schebitz Uwe Höring                                            | Alex Wolf Georg Beikircher                                            |                                                           |
| Viererbob                                                 | DDRVolker Dietrich Heiko Querner René Hannemann Axel Kühn | Vereinigtes KönigreichNick Phipps Vernon Bramble Len Murrain Alan Cearns | ItalienRoberto D’Amico Bruno Leonardi Michele Russo Filippo Bussolini |                                                           |

| Europameisterschaften in Sarajevo, 23. Januar 1988 – 31. Januar 1988 | Europameisterschaften in Sarajevo, 23. Januar 1988 – 31. Januar 1988     | Europameisterschaften in Sarajevo, 23. Januar 1988 – 31. Januar 1988 | Europameisterschaften in Sarajevo, 23. Januar 1988 – 31. Januar 1988 | Europameisterschaften in Sarajevo, 23. Januar 1988 – 31. Januar 1988 |
| -------------------------------------------------------------------- | ------------------------------------------------------------------------ | -------------------------------------------------------------------- | -------------------------------------------------------------------- | -------------------------------------------------------------------- |
| Disziplin                                                            | Erster Platz                                                             | Zweiter Platz                                                        | Dritter Platz                                                        |                                                                      |
| Zweierbob                                                            | Volker Dietrich Heiko Querner/Peter Förster 1                            | Nico Baracchi Donat Acklin                                           | Wjatscheslaw Schtschawlew Alexei Golowin                             |                                                                      |
| Viererbob                                                            | BR DeutschlandChristian Schebitz Uwe Höring Gerhard Oechsle Leroy Hieber | DDRVolker Dietrich René Hannemann Torsten Körner Axel Kühn           | SchweizSilvio Giobellina Curdin Morell Urs Salzmann Celeste Poltera  |                                                                      |

| Olympische Winterspiele in Calgary, 20. Februar 1988 – 28. Februar 1988 | Olympische Winterspiele in Calgary, 20. Februar 1988 – 28. Februar 1988 | Olympische Winterspiele in Calgary, 20. Februar 1988 – 28. Februar 1988 | Olympische Winterspiele in Calgary, 20. Februar 1988 – 28. Februar 1988 | Olympische Winterspiele in Calgary, 20. Februar 1988 – 28. Februar 1988 |
| ----------------------------------------------------------------------- | ----------------------------------------------------------------------- | ----------------------------------------------------------------------- | ----------------------------------------------------------------------- | ----------------------------------------------------------------------- |
| Disziplin                                                               | Erster Platz                                                            | Zweiter Platz                                                           | Dritter Platz                                                           |                                                                         |
| Zweierbob                                                               | Jānis Ķipurs Wladimir Koslow                                            | Wolfgang Hoppe Bogdan Musiol                                            | Bernhard Lehmann Mario Hoyer                                            |                                                                         |
| Viererbob                                                               | SchweizEkkehard Fasser Kurt Meyer Marcel Fässler Werner Stocker         | DDRWolfgang Hoppe Bogdan Musiol Dietmar Schauerhammer Ingo Voge         | SowjetunionJānis Ķipurs Guntis Osis Juris Tone Wladimir Koslow          |                                                                         |

## Weltcupstände

### Gesamtstand im Zweierbob der Männer
| Rang    | Bobpilot         | Land        | Punkte |
| ------- | ---------------- | ----------- | ------ |
| 1.      | Jānis Ķipurs     | Sowjetunion | 76     |
| 2.      | Volker Dietrich  | DDR         | 61     |
| 3.      | Zintis Ekmanis   | Sowjetunion | 58     |
| 4.      | Ingo Appelt      | Österreich  | 55     |
| 4.      | Bernhard Lehmann | DDR         | 55     |
| Quelle: |                  |             |        |

### Gesamtstand im Viererbob der Männer
| Rang    | Bobpilot        | Land           | Punkte |
| ------- | --------------- | -------------- | ------ |
| 1.      | Ingo Appelt     | Österreich     | 75     |
| 1.      | Peter Kienast   | Österreich     | 75     |
| 3.      | Volker Dietrich | DDR            | 57     |
| 4.      | Anton Fischer   | BR Deutschland | 50     |
| 5.      | Michael Sperr   | BR Deutschland | 47     |
| 6.      | Jānis Ķipurs    | Sowjetunion    | 46     |
| Quelle: |                 |                |        |

### Gesamtstand in der Kombination der Männer
| Rang    | Bobpilot         | Land           | Punkte |
| ------- | ---------------- | -------------- | ------ |
| 1.      | Ingo Appelt      | Österreich     | 130    |
| 2.      | Jānis Ķipurs     | Sowjetunion    | 122    |
| 3.      | Volker Dietrich  | DDR            | 118    |
| 4.      | Peter Kienast    | Österreich     | 114    |
| 5.      | Anton Fischer    | BR Deutschland | 97     |
| 5.      | Bernhard Lehmann | DDR            | 97     |
| Quelle: |                  |                |        |